# Rachel Cusk
Rachel Cusk (Saskatoon, 8 febbraio 1967) è una scrittrice inglese d'origine canadese.

## Biografia
Nata nel 1967 a Saskatoon, ha vissuto parte dell'infanzia a Los Angeles prima di trasferirsi a 7 anni in Inghilterra.
Dopo i primi studi in una scuola retta dalle suore, ha perfezionato l'inglese al New College di Oxford prima d'intraprendere una lunga serie di viaggi in Spagna e America centrale.
Ha esordito nella narrativa nel 1993 con il romanzo Saving Agnes vincendo il Whitbread Award per il miglior romanzo d'esordio.
Dopo la pubblicazione di Le variazioni Bradshaw, ha avuto un lungo periodo di inattività nel quale ha ripensato al suo modo di fare letteratura. Il risultato tangibile di questa fase è stata la pubblicazione, a partire dal 2014, di una trilogia composta da Resoconto, Transiti e Onori. Resoconto è stato uno dei primi cinque romanzi nella classifica del New York Times del 2015. Transiti, elogiato per la "prosa brillante", si caratterizza, come del resto il libro precedente, “per proporre una narrazione dai contorni imprecisi, in cui l’unico vero punto di riferimento è la protagonista, ossia la Cusk stessa".
Selezionata nel 2003 tra le migliori giovani scrittrici britanniche dalla rivista Granta, ha pubblicato altri 11 romanzi oltre a tre saggi-memoir e un testo teatrale ottenendo nel 2018 un Guggenheim Fellowship.

## Vita privata
Dopo un primo breve matrimonio con un banchiere, è stata sposata per dieci anni con il fotografo Adrian Clarke dal quale ha avuto due figli. Dopo il divorzio ha raccontato l'esperienza del matrimonio e della separazione in Aftermath e in altre opere successive.

## Opere (parziale)

### Romanzi
- Saving Agnes (1993)
- The Temporary (1995)
- The Country Life (1997)
- The Lucky Ones (2003)
- In the Fold (2005)
- Arlington Park (2006), Milano, Mondadori, 2007, traduzione di Silvia Pareschi ISBN 978-88-04-57176-6.
- Le variazioni Bradshaw (The Bradshaw Variations, 2009), Milano, Mondadori, 2010, traduzione di Silvia Pareschi ISBN 978-88-04-60229-3.
- Resoconto (Outline, 2014), Torino, Einaudi, 2018, traduzione di Anna Nadotti ISBN 978-88-06-23656-4.
- Transiti (Transit, 2016), Torino, Einaudi, 2019, traduzione di Anna Nadotti ISBN 978-88-06-23657-1.
- Onori (Kudos, 2018), Torino, Einaudi, 2020, traduzione di Anna Nadotti ISBN 978-88-06-23658-8.
- La seconda casa (Second Place, 2021), Torino, Einaudi, 2023 traduzione di Isabella Pasqualetto ISBN 9788806256302.
- Corteo (Parade, 2024), Torino, Einaudi, 2025, traduzione di Anna Nadotti e Isabella Pasqualetto ISBN 9788806265113.

### Saggi
- A Life's Work: On Becoming a Mother (2001)
  - Puoi dire addio al sonno: cosa significa diventare madre, Milano, Mondadori, 2009, traduzione di Micol Toffanin ISBN 978-88-04-58474-2.
  - Il lavoro di una vita: sul diventare madri, Torino, Einaudi, 2021, a cura di Anna Nadotti ISBN 978-88-06-24557-3.
- The Last Supper: A Summer in Italy (2009)
- Aftermath: On Marriage and Separation (2012)
- Coventry: sulla vita, l'arte e la letteratura (Coventry: Essays, 2019), Torino, Einaudi, 2024, traduzione di Anna Nadotti e Isabella Pasqualetto ISBN 978-88-06-25493-3.
- Controfigura: l'artista e il suo doppio (The Stuntman), Venezia, Marsilio, 2023, traduzione di Anna Nadotti e Isabella Pasqualetto ISBN 9791254631027.

### Teatro
- Medea (2015)

## Filmografia
- La Vie domestique regia di Isabelle Czajka (2013) (soggetto dal romanzo Arlington Park)

## Premi e riconoscimenti
- Whitbread Award per il miglior romanzo d'esordio: 1993 per Saving Agnes
- Somerset Maugham Award: 1998 per The Country Life
- Guggenheim Fellowship: 2018
- Prix Femina Étranger: 2022 per Second Place[11]
- Premio Malaparte: 2024 alla carriera[12]
- Goldsmiths Prize: 2024 per Parade[13]